# 10964 Degraaff
10964 Degraaff è un asteroide della fascia principale. Scoperto nel 1971, presenta un'orbita caratterizzata da un semiasse maggiore pari a 2,7590858 UA e da un'eccentricità di 0,0290585, inclinata di 2,13121° rispetto all'eclittica.